# Eldsmarkssjön
Eldsmarkssjön är en sjö i Örnsköldsviks kommun i Ångermanland och ingår i Gideälvens huvudavrinningsområde. Sjön har en area på 0,154 kvadratkilometer och ligger 86 meter över havet.

## Delavrinningsområde
Eldsmarkssjön ingår i det delavrinningsområde (703706-166005) som SMHI kallar för Mynnar i Gideälvens vattendragsyta. Medelhöjden är 96 meter över havet och ytan är 9,5 kvadratkilometer. Räknas de 2 avrinningsområdena uppströms in blir den ackumulerade arean 19,74 kvadratkilometer. Eldsmarksbäcken som avvattnar avrinningsområdet har biflödesordning 2, vilket innebär att vattnet flödar genom totalt 2 vattendrag innan det når havet efter 8,5 kilometer. Avrinningsområdet består mestadels av skog (69 procent) och sankmarker (14 procent). Avrinningsområdet har 0,15 kvadratkilometer vattenytor vilket ger det en sjöprocent på 1,6 procent.